# Валаський музей просто неба

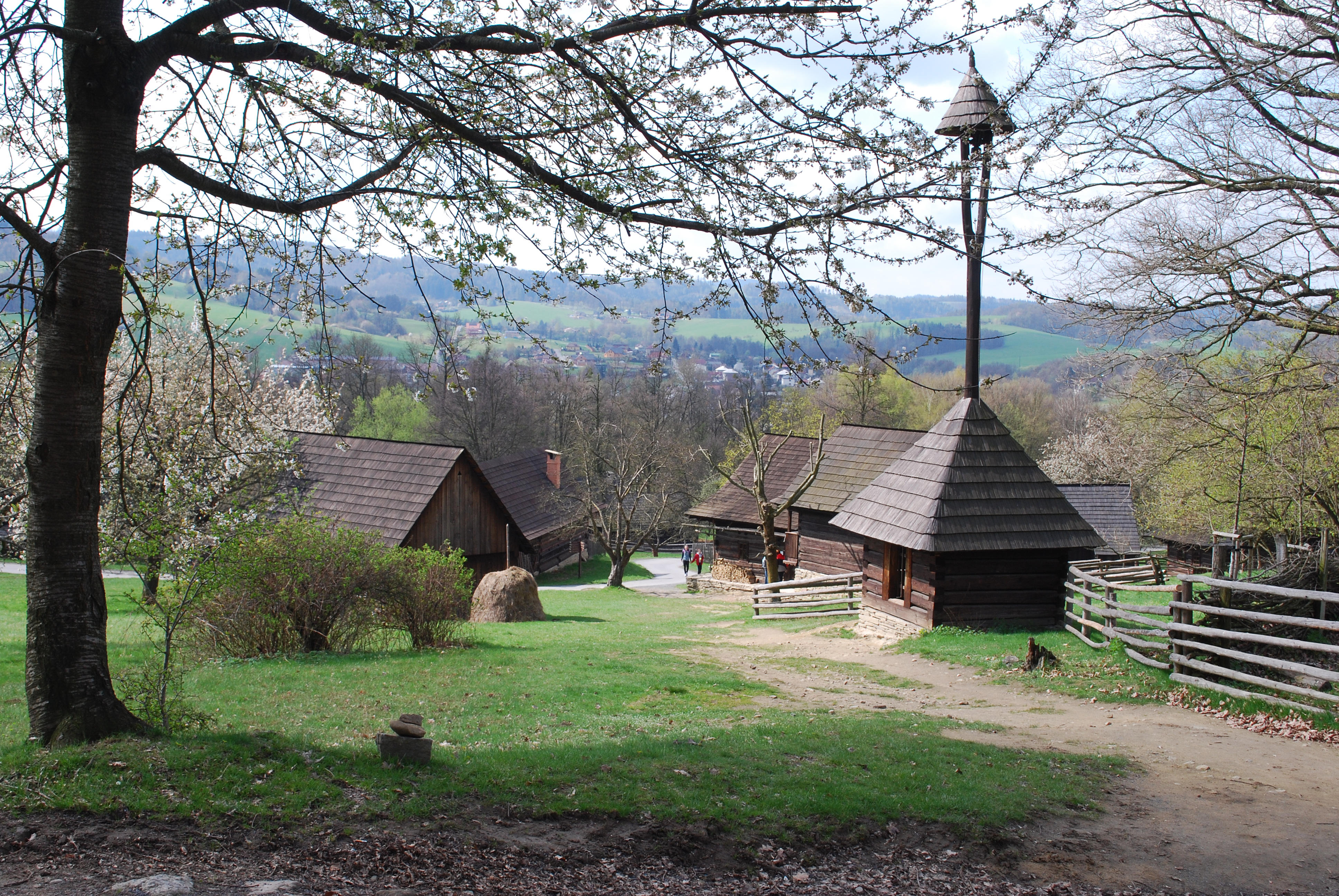
Дерев'яні будинки в музеї.

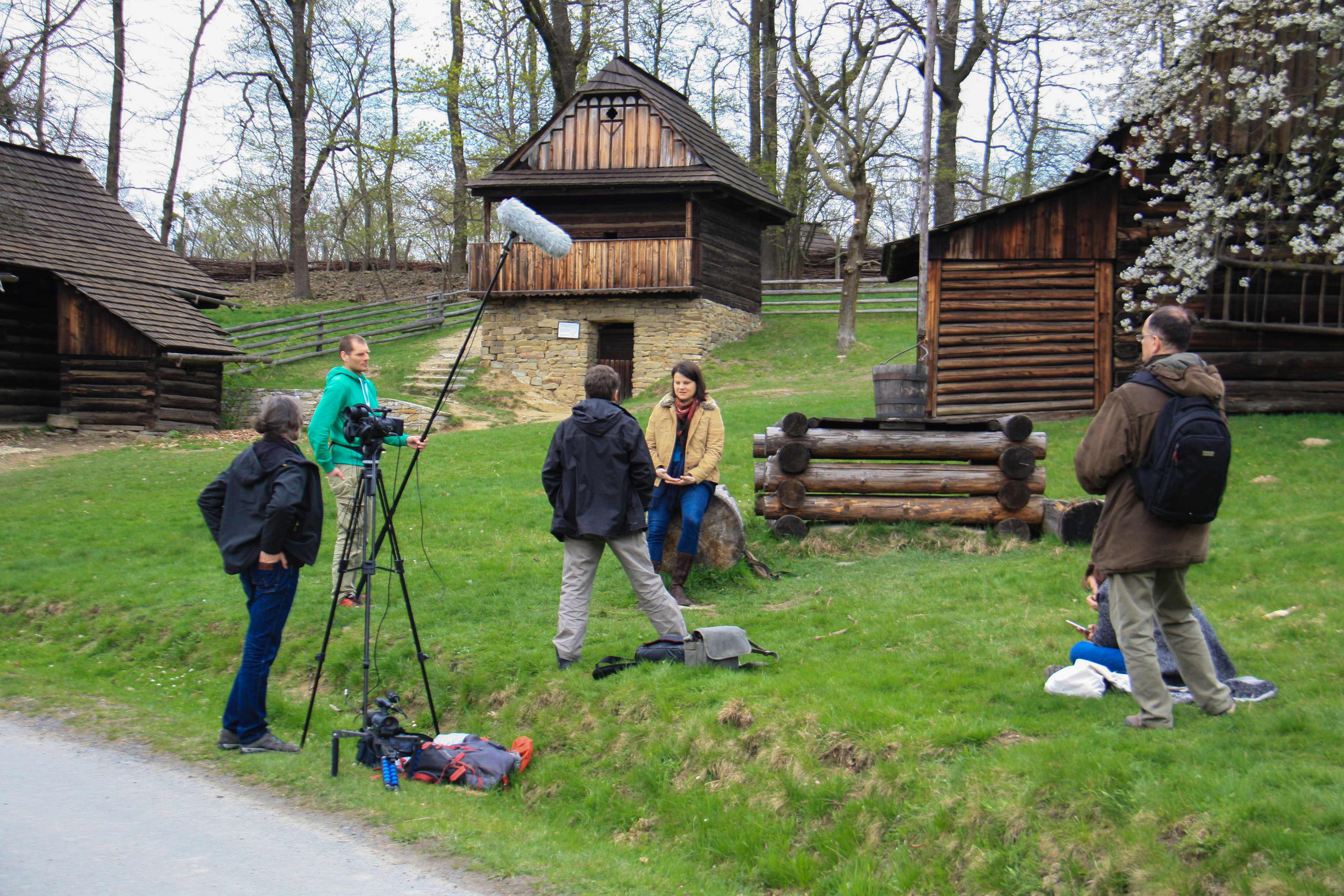
Інтерв'ю із етнографом в музеї під час експедиції Етновікі.

Валаський музей просто неба (чеськ. Valašské muzeum v přírodě) — етнографічний музей просто неба в місті Рожнов-под-Радхоштем в історичному регіоні Моравська Валахія в Чехії. Метою музею є збереження та демонстрація Валаської матеріальної культури і традицій. Це другий найстарший (після Полабського етнографічного музею в Пршерові-над-Лабем) та найбільший музей просто неба в Чехії. Музей складається з трьох окремих частин: Маленьке дерев'яне селище, Валаське село та Долина млинів. Протягом року в музеї відбуваються заходи пов'язані із фольклором, народними звичаями і традиційними ремеслами. Також на території музею відбуваються й інші культурні заходи. Цей музей є національною культурною пам'яткою.

## Історія
Музей заснували брати Богумир та Алоїз Яронеки, які походили з родини майстрів та ремісників. Богумір Яронек був талановитим художником, який цікавився фахверковими будівлями. У 1895 році він відвідав чехословацьку етнографічну виставку в Празі, де він побачив виставку валаських будівель просто неба. В 1909 році брати Яронеки поселилися в місті Рожнов-под-Радхоштем. Невдовзі після цього Алоїз Яронек відвідав найперший музей просто неба у світі — музей Скансен у Стокгольмі.
Між 1911 та 1925 роками брати виношували ідею відкриття музею просто неба в Рожнові-под-Радхоштем. В 1925 році вони втілили свою ідею в життя — музей був відкритий під час фольклорного фестивалю «Валаський рік». На той момент музей складався всього лише з двох великих будинків (будинку міської ради та маєтку аристократа 18 сторіччя), а також декількох маленьких. Поступово, все більше будівель з'являлось у музеї. Під час Другої світової війни група теслярів під керівництвом Міхала Фабіана збудувала дерев'яну церкву використовуючи архітектурний план церкви в селі Ветрковіце поблизу міста Пршибор, яка вщент згоріла в 1878 році. Оригінальна частина музею пізніше отримала назву Маленьке дерев'яне селище.
Друга частина музею, Валаське село, була поступово споруджена протягом 1960-х років. Ця частина має вигляд типового валаськеого села і складається із приблизно 40 будівель. Третя частина, Долина млинів, була відкрита в 1982 році і складається з декількох млинів та інших споруд, які показують традиційні методи виробництва та умови праці в селах.

## Частини

### Маленьке дерев'яне селище
Маленьке дерев'яне селище показує традиційну народну моравську архітектуру кінця 19 та початку 20 сторіччя. Там є як оригінальні переміщені будівлі, так і реконструкції. Інтер'єри також були реконструйовані, щоб демонструвати традиційні умови життя. Маленьке дерев'яне селище з'явилось із перенесенням декількох оригінальних двоповерхових будинків із міста Рожнов-под-Радхоштем на територію музею, включаючи дерев'яний будинок міської ради. Пізніше були додані інші будівлі, в тому числі Корчма Вашека, Будинок сільського голови з села Дольні Краловіце та Церкву святої Анни.

### Валаське село
Валаське село є найбільшою з трьох частин музею. Вона складається з численних житлових будинків, криниць, садів, дзвіниць, вітряків та інших сільських споруд, розташованих біля доріг, дерев та інших елементів ландшафту характерних для валаських сіл. Валаське село було створено для збереження традиційних каркасних та брусових будинків, які могли б зазнати непоправної шкоди якби були залишені в тому середовищі, де вони були раніше. У Валаському селі вирощують сільських тварин, зокрема овець та козлів, на полях вирощують рослини, виготовляють харчові продукти, характерні для валаських сіл. Це все необхідно щоб детально реконструювати умови життя в валаських селах.

### Долина млинів
Долина млинів є найновішою частиною музею. Вона слугує для збереження сільського устаткування, робочих і технічних знань і навичок необхідних для життя в селі. Там є водний млин, лісопильний млин та вовняний млин із села Велькі-Карловиці. Серед інших споруд є масляна дробарка, кузня та залізний млин.

## Галерея

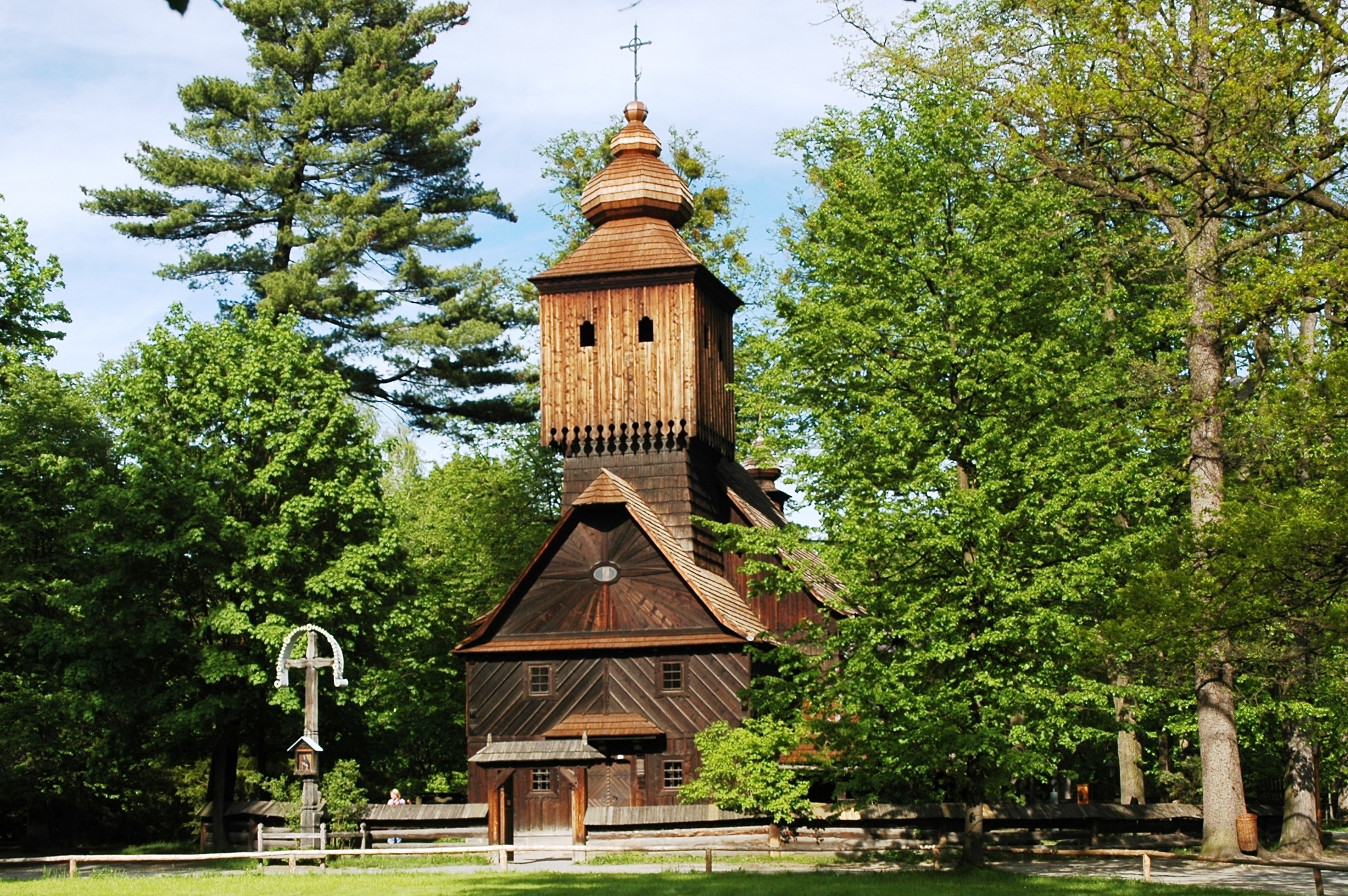
Церква з села Ветрковіце
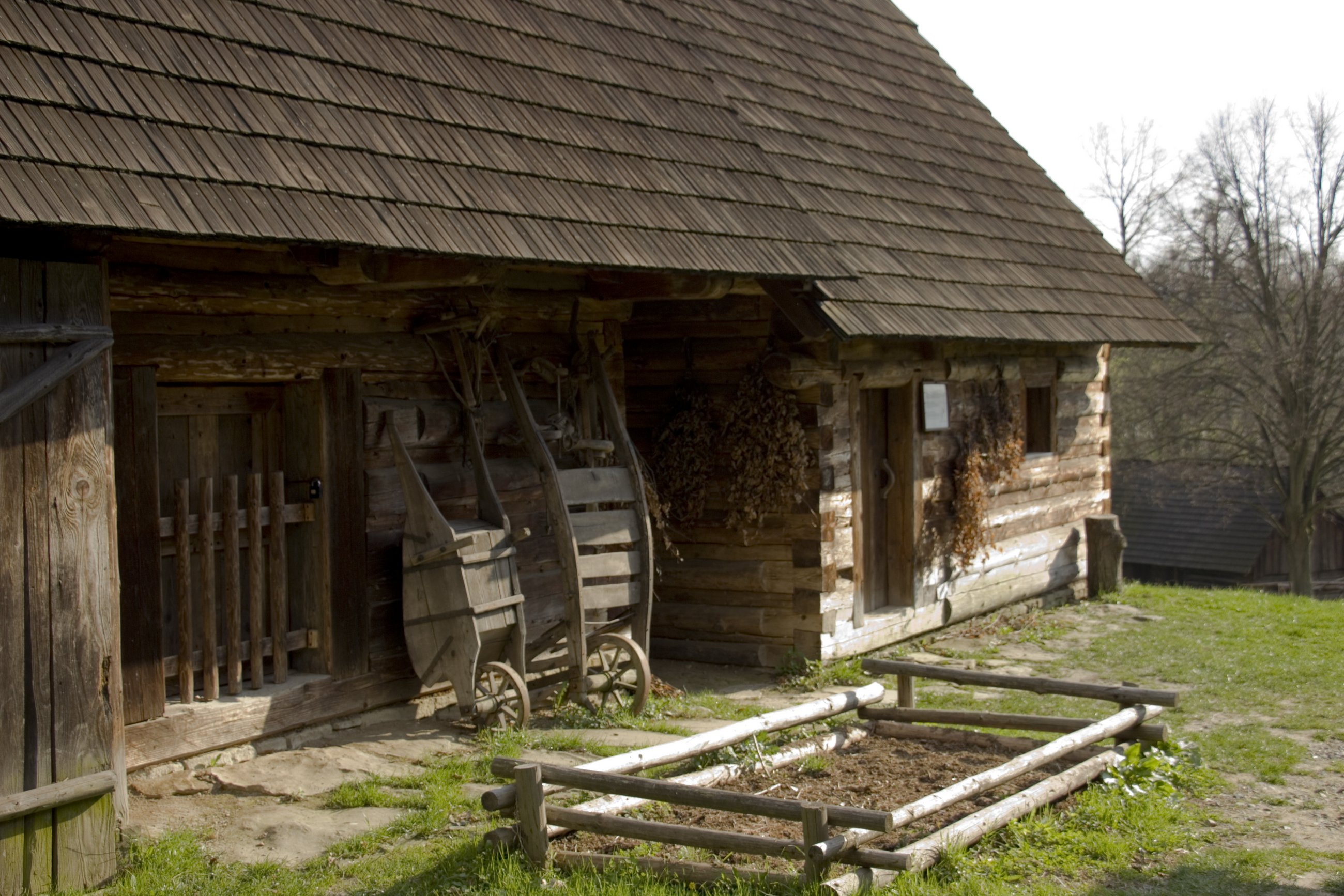
Житловий будинок
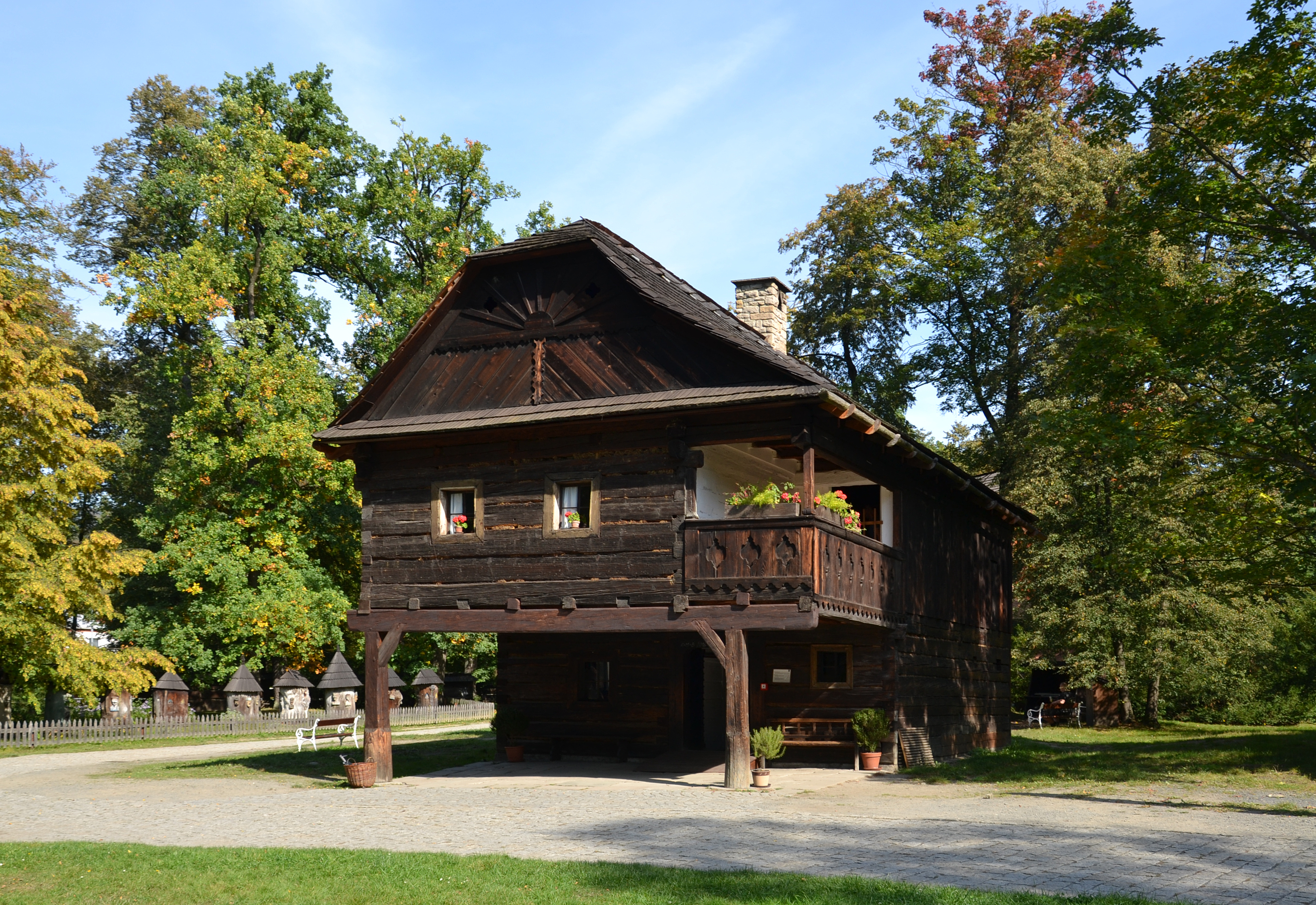
Двоповерховий житловий будинок
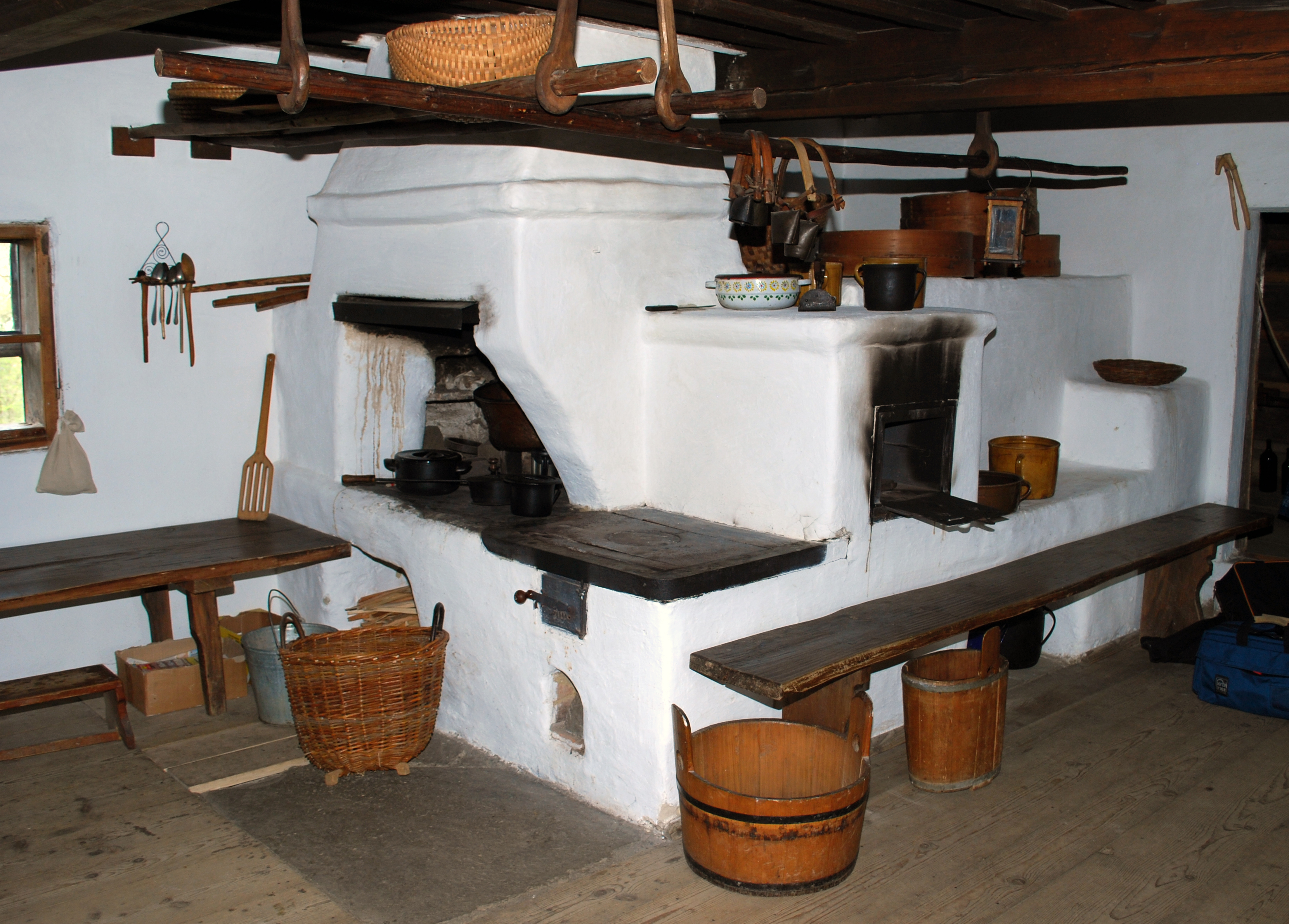
Піч в житловому будинку
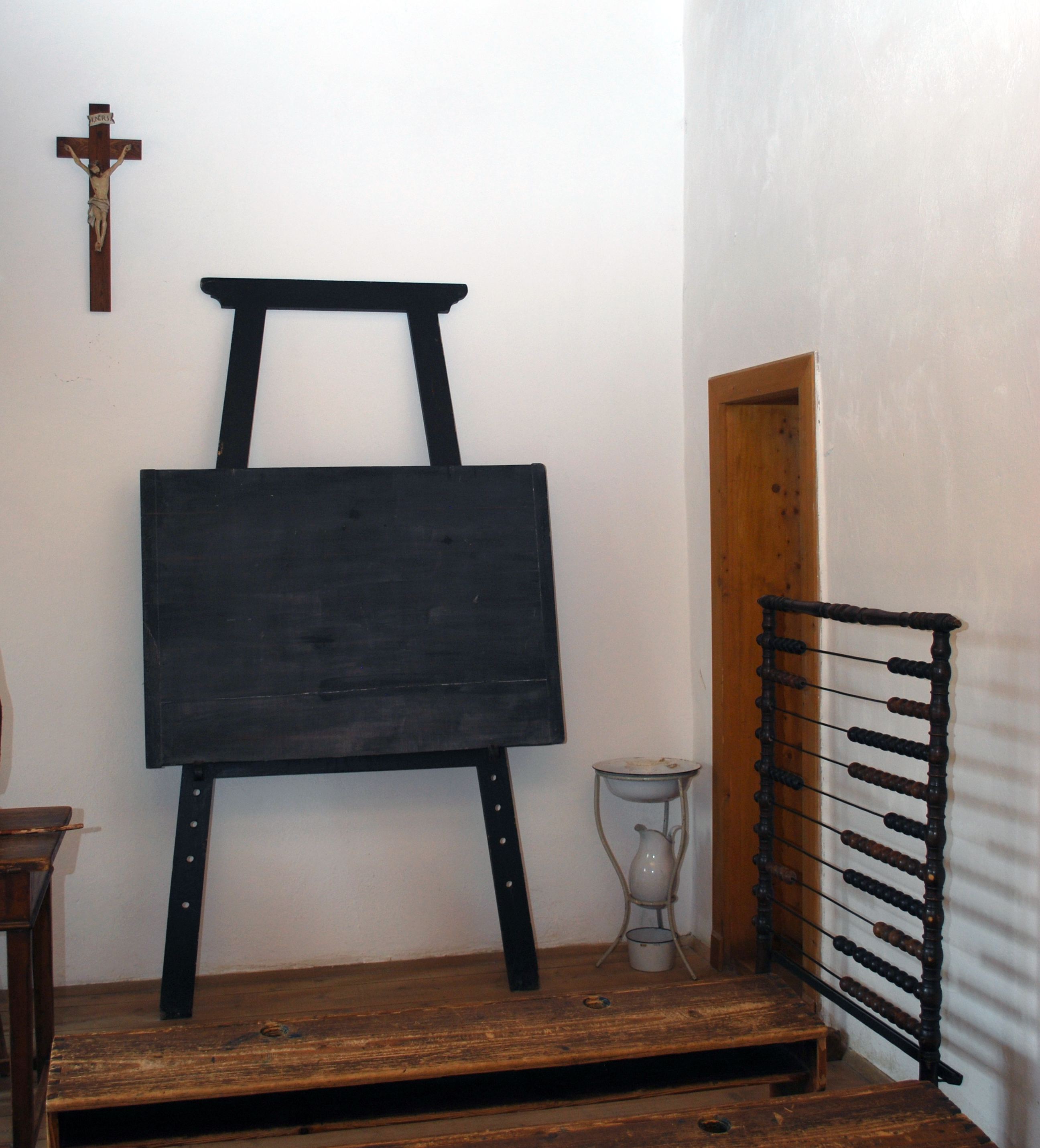
Дошка та рахівниця в сільській школі
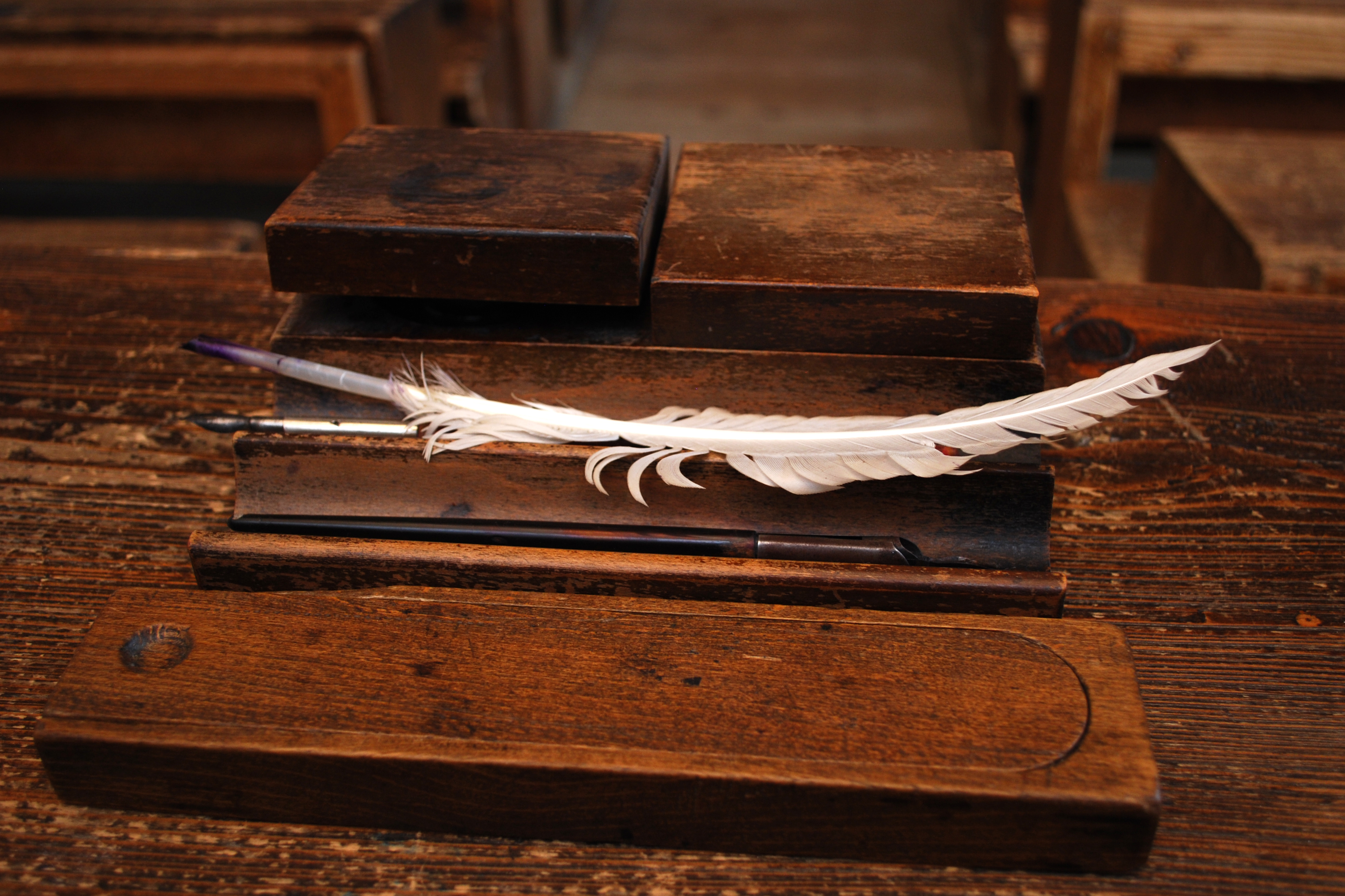
Учительський стіл в сільській школі
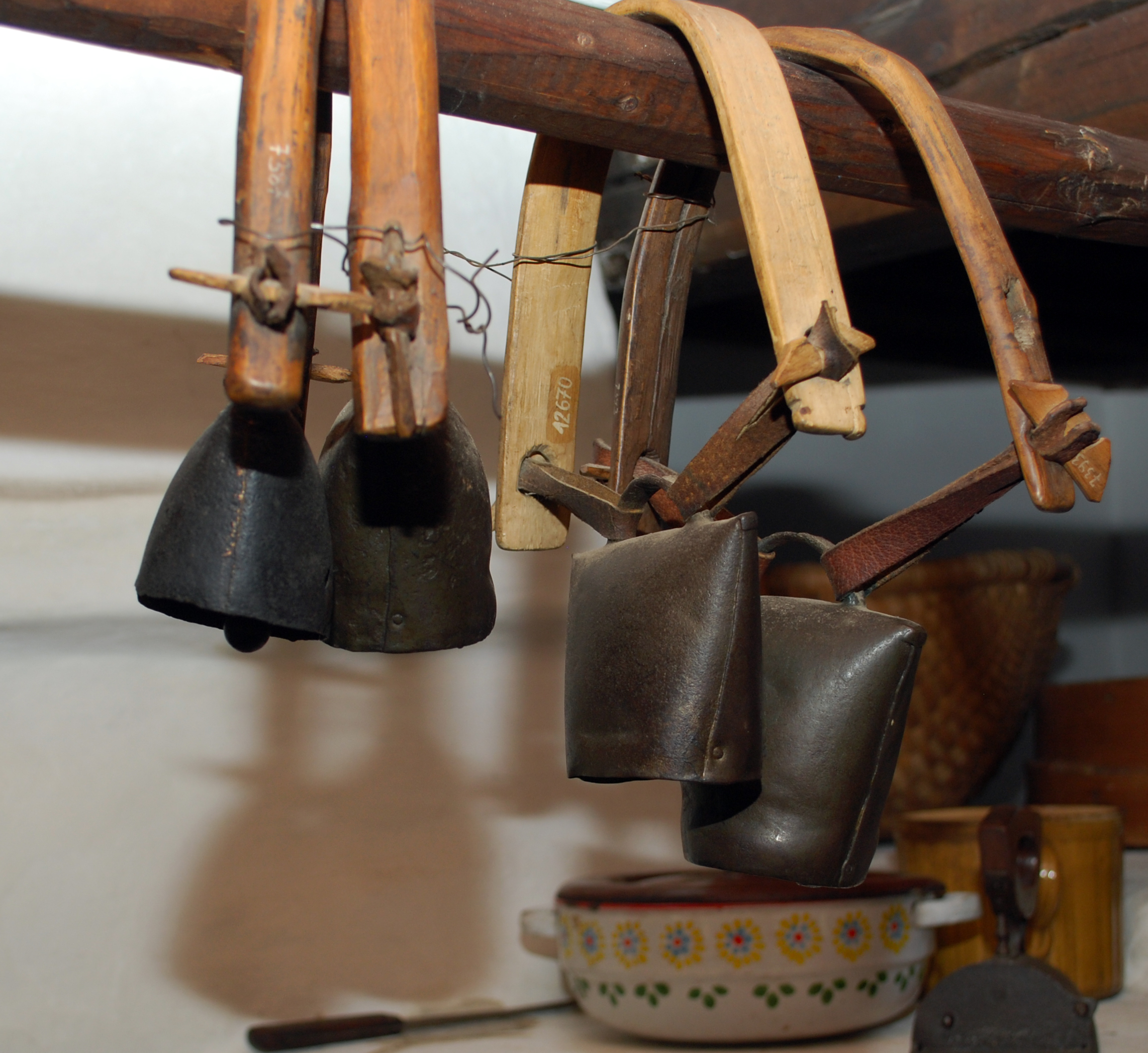
Дзвони для коней
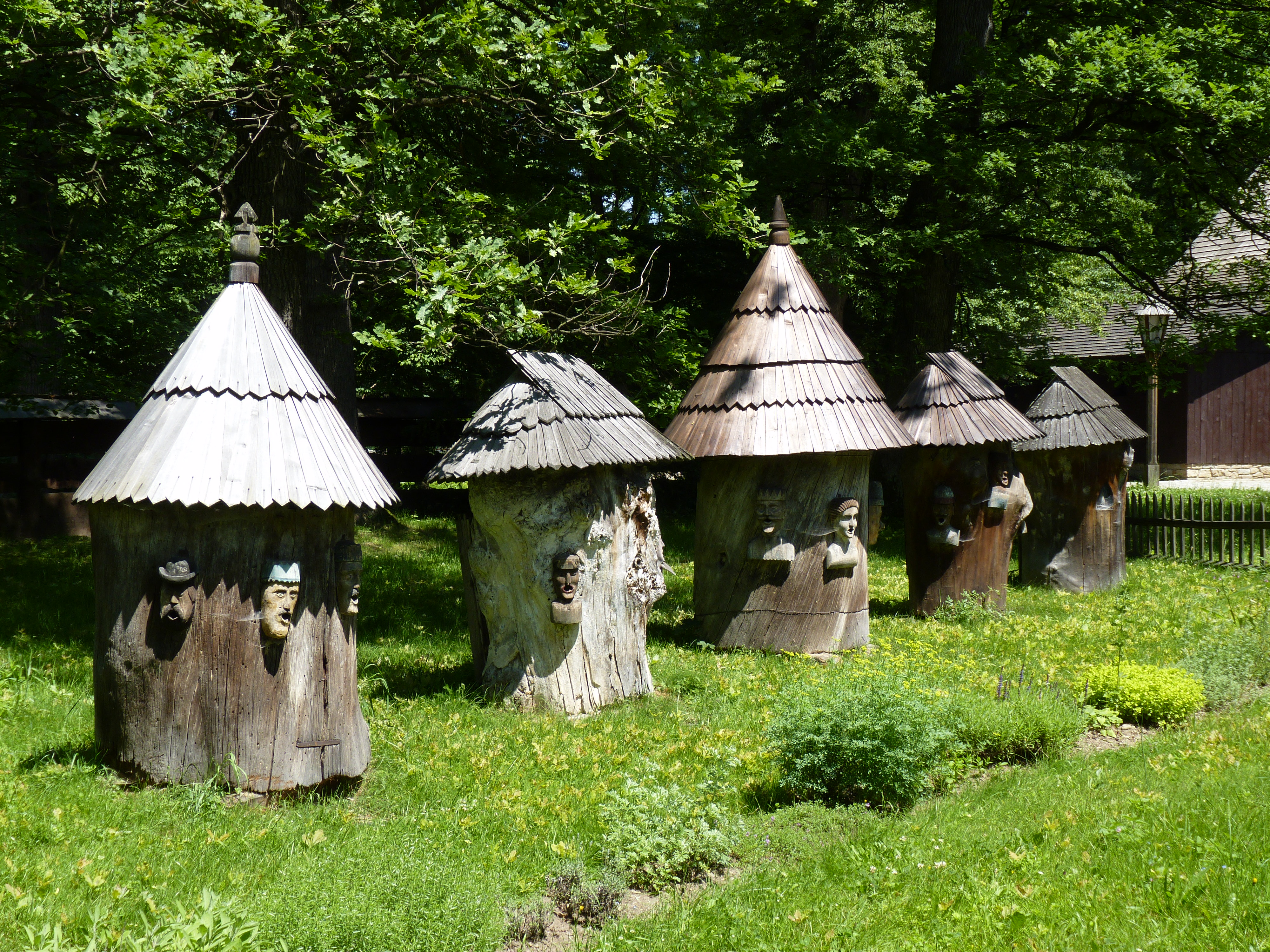
Бджолині вулики
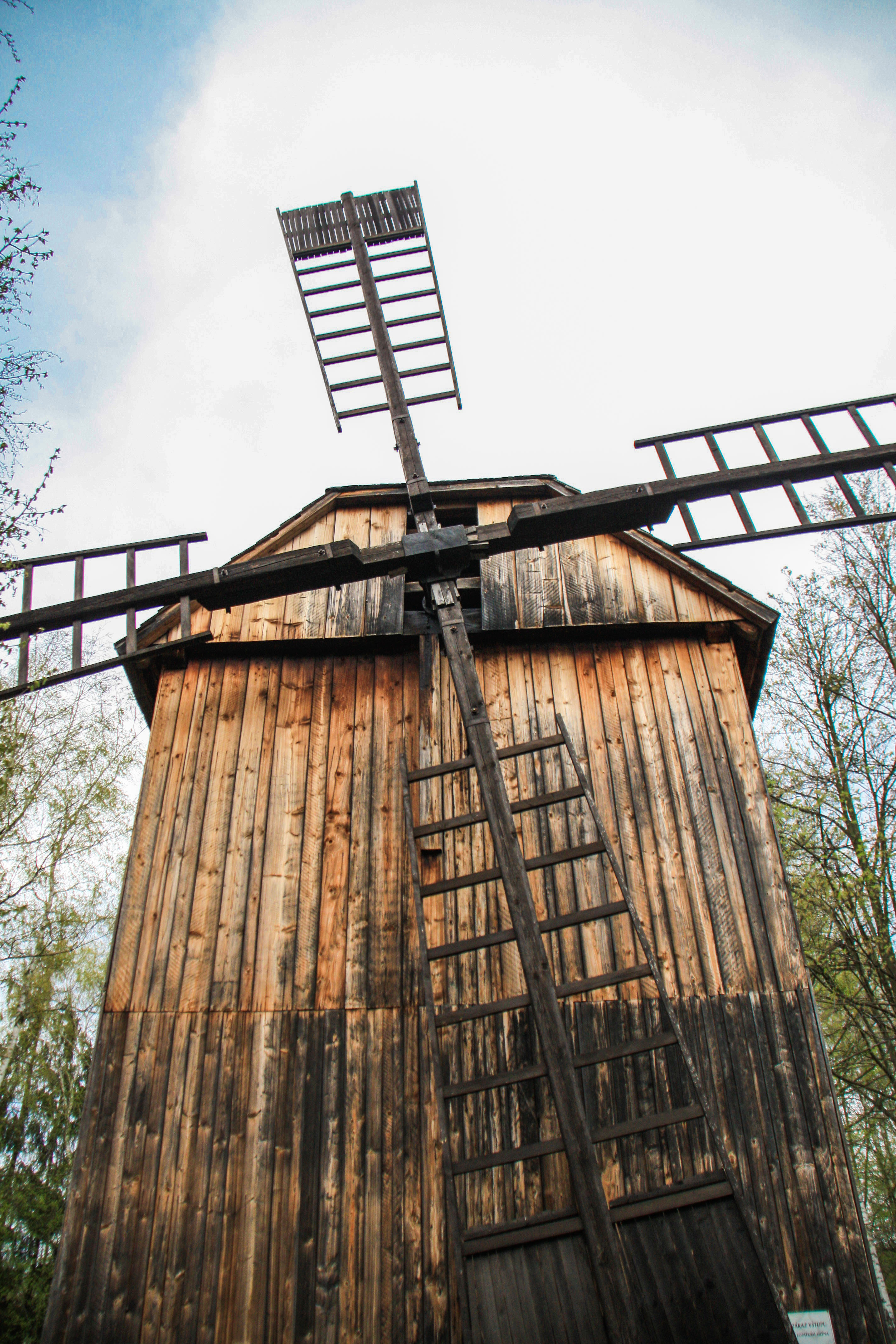
Млин
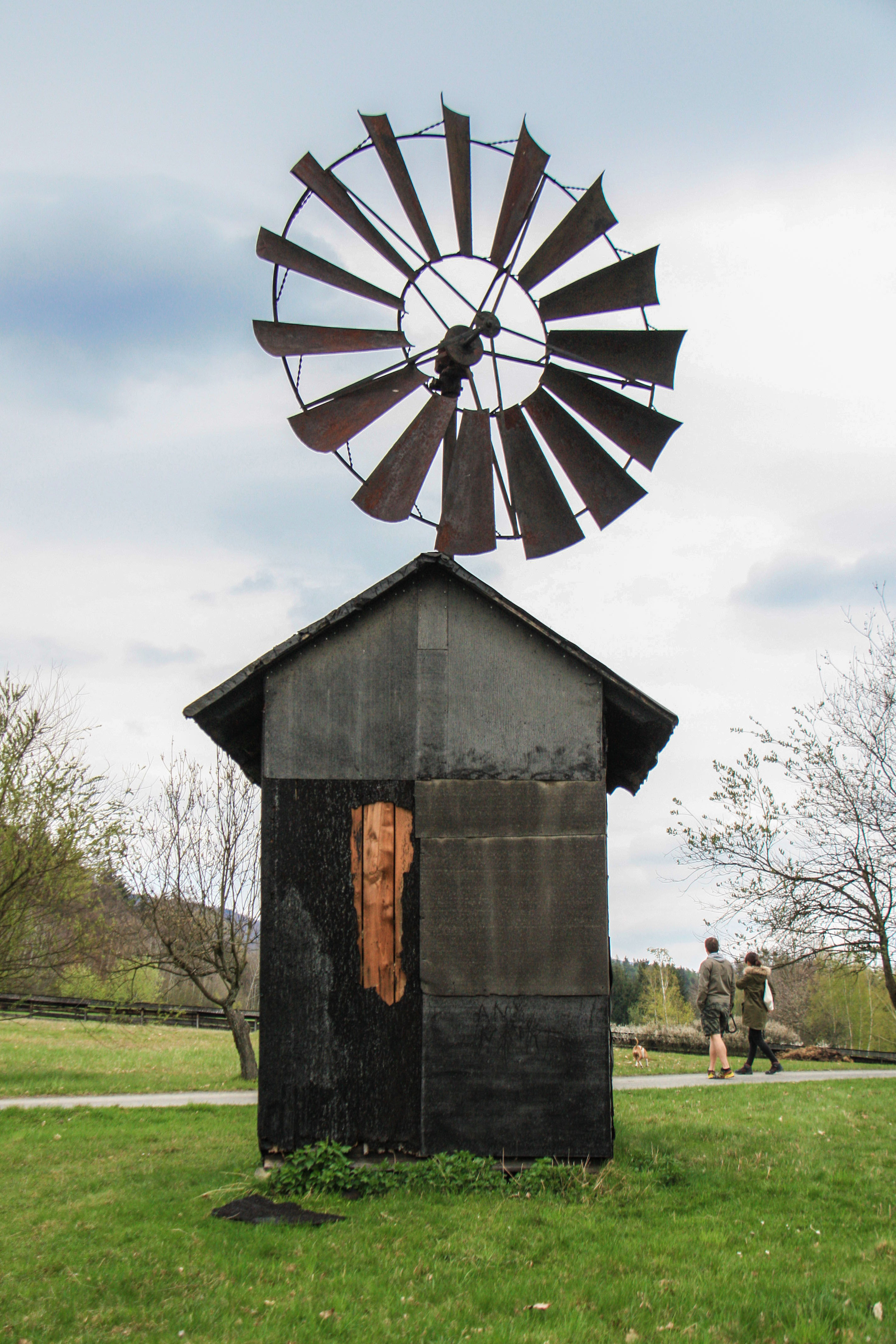
Млин
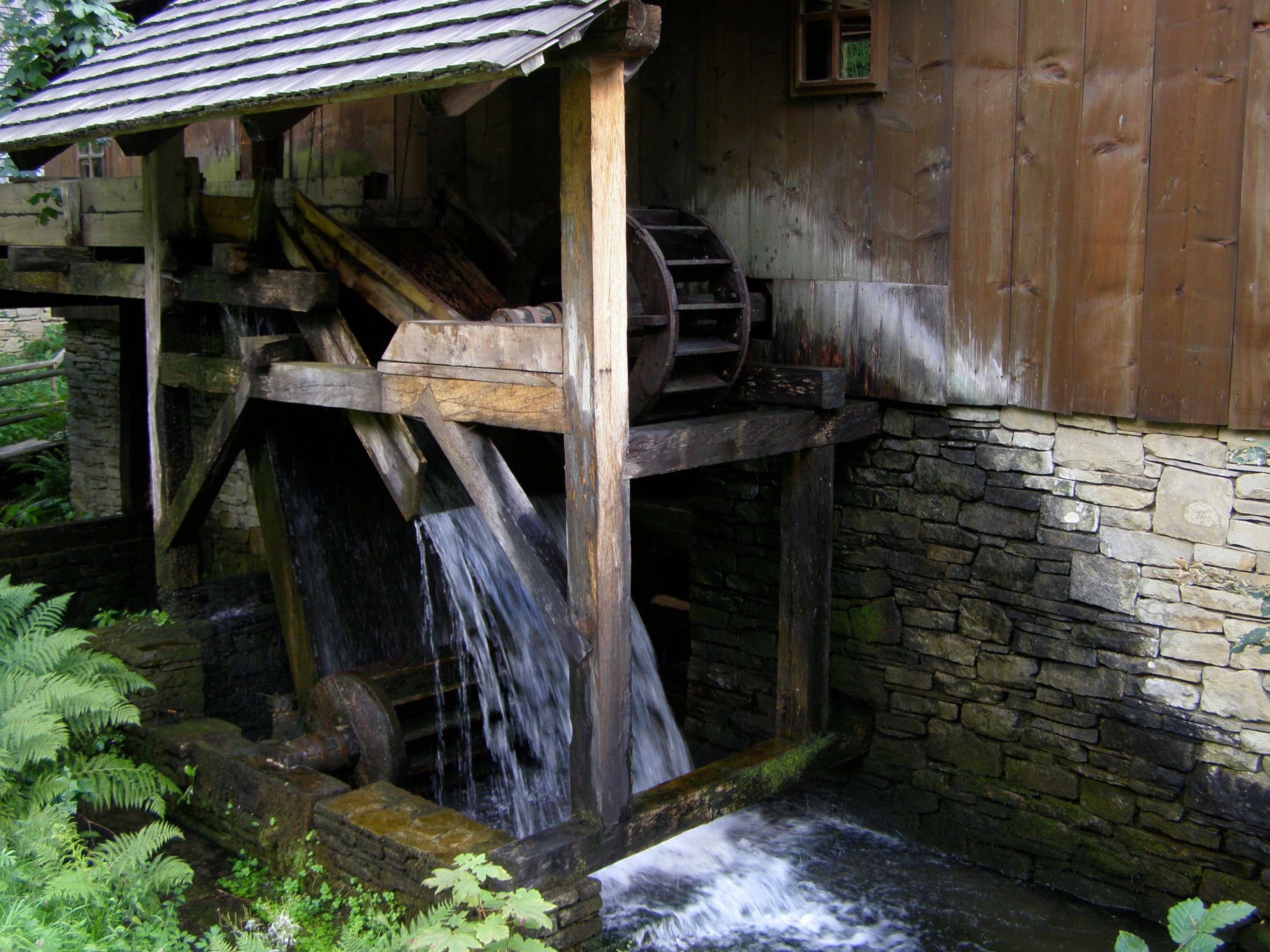
Водний млин